# Tiempo de odio
Tiempo de odio (en polaco: Czas pogardy) es la segunda novela de La saga del brujo escrita por Andrzej Sapkowski. Es una secuela a los cuentos cortos recolectados en los libros El último deseo y La espada del destino, y a la novela La sangre de los elfos.

## Argumento
Continuando directamente la trama de La sangre de los elfos Yennefer y Ciri se dirigen a Gors Velen. Allí pasarán a la isla de Thanedd, donde Yennefer participará en una reunión general de hechiceros para tratar el tema de la guerra y dejará a la niña en Aretusa, la escuela de hechiceras, para que sea educada como tal. Mientras, Geralt va a ver a los "juristas" Codhringer y Fenn para pedirles información sobre Rience. Lo más que logra es saber que actúa de correa de un hechicero y que quizás trabaje para Nilfgaard. Sabiendo eso, se dirige también hacia Gors Velen, en compañía de Jaskier.
Una vez en la ciudad, Ciri se escapa de Yennefer y sale en busca de Geralt. Lo encuentra pero Yennefer la ha seguido. Para no tener que elegir, finge un desmayo. A la mañana siguiente, Geralt y Yennefer se reconcilian y acuerdan ir ambos al congreso de hechiceros de Aretusa. Una vez en él, Geralt entiende que el mundo de los hechiceros es totalmente político. A la fiesta previa al congreso asisten hechiceros que espían para los reyes (Sabrina Glevissig, Triss Merigold, Keira Metz, Filippa Eilhart) y propios espías de estos (Dijkstra). Los prorealistas están agrupados en general en torno al Consejo, aunque algunos consejeros, como Yennefer, son imperiales (aunque con la peculiaridad de que esta hechicera ahora no quiere tomar parte en conspiraciones, sino proteger a Geralt y a Ciri). Asimismo, una fuerte corriente proimperial, dirigida por Vilgefortz de Roggeveen y agrupada en torno al Capítulo, aunque algunos capitulares, como Tissaia de Vries, son neutrales. Vilgefortz intenta convencer a Geralt de que se una a ellos (Geralt, en este momento, no tiene clara la política mágica y no sabe quienes son "ellos") y que se convierta en hechicero. El brujo se niega. Por otra parte Filippa le promete a Geralt que entregará a Rience.
Esa noche, cuando Geralt se despierta y sale a orinar, descubre que los prorrealistas (dirigidos por Filippa y Dijkstra) han tomado prisioneros a los principales imperiales y van a juzgarles de modo sumarísimo. Dijkstra captura a Geralt y va a sacarle de allí, pero el brujo se escapa (pegándole una paliza al espía) e intenta subir al Garstang, la parte superior de la isla, para encontrar a Yennefer y a Ciri. Allí tiene conocimiento de los siguientes hechos: 1) Tissaia de Vries se enfrentó a los prorrealistas, diciendo que nada justifica encadenar a magos del Capítulo; 2) De repente, apareció Yennefer con Ciri, que tuvo una visión: los ejércitos de Aerdin y Lyria atacaron Nilfgaard y ahora ambos reinos están siendo superados por la respuesta de Emhyr, y Vizimir de Redania ha sido asesinado; 3) Al oír esto, Tissaia de Vries abrió las cadenas de los imperiales, que inmediatamente dejaron entrar en la isla a un comando de Scoia'tael; 4) Hechiceros y elfos están luchando y hay decenas de muertos.
Mientras tanto, Yennefer ordena a Ciri que corra y busque un caballo ensillado. La niña está a punto de ser capturada por Artaud Terranova, un hechicero imperial, pero Geralt le mata ayudado por Filippa. La hechicera cambia a Rience por la niña y les dice que corran. Por otra parte, Cahir, el caballero que ya se hizo con Ciri en la batalla de Cintra, debe cumplir la misma misión. Cuando Geralt y Ciri ven a su grupo de soldados, el brujo ordena a la niña que corra. Derrota a los elfos. Cuando va a matar a Cahir, este le da una razón para no hacerlo: fue él quien sacó a la niña del infierno de Cintra.
Geralt sigue a Ciri. Esta ha entrado en Tor Lara, la Torre de la Gaviota, que tiene un portal mágico inestable que está prohibido usar por no saber a dónde lleva. Vilgefortz y Geralt se enfrentan en la puerta de la Torre, y Vilgefortz gana, destrozándole una pierna al brujo. Luego, entra en la torre. Al brujo le encuentra Triss Merigold, que le pide ayuda a Tissaia (quien, arrepentida de lo que ha hecho, está matando elfos). Esta le ayuda.
En un momento determinado, el semielfo y los dos humanos que sabemos trabajan para Rience, entran en la residencia de Codhringer y Fenn, que acaban de descubrir que Ciri es una "Niña de la Antigua Sangre". Aunque Fenn mata a uno de los humanos, asesinan a Codhringer y a él, quemando su despacho.
Geralt se cura la pierna en Brokilon, el bosque de las dríadas. Allí va a verle Jaskier, con noticias de la guerra. Lyria y Aerdin han caído totalmente. Redania no les ayudó porque, tras la muerte del rey, bastante tienen con intentar mantener la paz interna. Kaedwen inesperadamente rompió el tratado y ayudó a Nilfgaard, ocupando la parte norte de Aedirn. Y Temeria hubiera podido cruzar el Yaruga para quitar presión de Aedirn, pero Verden, cuyas tres fortalezas guardaban la desembocadura de dicho río y garantizaban un cruce seguro para los del norte, hizo juramento de fidelidad a Nilfgaard. Temeria también aceptó un acuerdo. Por otra parte, la hechicera Francesca Findabair, elfa, conocida como la mujer más bella del mundo, se ha convertido en reina de Dol Blathanna, un estado élfico títere de Nilfgaard. Como contrapartida, se compromete a no ordenar la vuelta de los elfos que están en los comandos de Ardillas. Y Tissaia de Vries, al ver lo que ha provocado, se ha suicidado. Yennefer ha desaparecido.
Mientras tanto, en la residencia imperial de Emhyr, una niña es presentada como Ciri de Cintra, prometida del emperador. Lo extraño es que, si tal y como parece la va a enviar lejos de su lado, haya echado a su amante. Una vez hechas las presentaciones oficiales, se reúne con Vattier de Rideaux (jefe de los servicios secretos), Stefan Skellen "Antillo" (encargado de "tareas especiales"), Xarthisius (astromante) y Ceallach (senescal). Al astromante le ordena encontrar datos de "cierta persona", evidentemente la verdadera niña. Pregunta cómo apareció Ciri en el imperio y, enterado de que no fue Rience ni Cahir quienes se la trajeron, ordena a Vattier capturarles, ante las protestas de Ceallach, que es el padre del caballero. A Antillo le ordena buscar a Vilgefotz y a la "cierta persona", que cree seguramente estarán juntos. Y, ante la sorpresa de todos, declara que la chica que ha proclamado como su esposa no es Ciri, y que quienes se la trajeron pensando que la confundiría (el semielfo y el humano que trabajan a las órdenes de Rience) deben pagar.
Pero, ¿dónde está Ciri? Atravesó el portal de Tor Lara, saliendo en medio de un desierto. Atraviesa este, encontrándose con un unicornio que la ayuda. Después de matar entre ambos a un ser venenoso, el unicornio queda herido y ella quiere sacar Fuerza para curarlo. No le queda más remedio que hacer fuego y sacarla de él (cosa que Yennefer le tenía prohibida), y entonces adquiere tal poder que siente que podría destruir a todo el mundo. Una voz le impele a hacerlo y a matar a Geralt y a Yennefer, a lo que ella se niega, rechazando la Fuerza. Una vez ha caído inconsciente, dos Voces discuten sobre si hay que matarla. Una dice que sí, pero otra argumenta que no usó la Fuerza para ella sino para el unicornio, y que además la ha rechazado por lo que nunca más podrá usarla. Efectivamente, cuando despierta no puede hacer magia.
Cuando se despierta, sin embargo, se da cuenta de que la han capturado Los Pilladores para entregársela al prefecto de Amarillo y cobrar una recompensa.
Los Pilladores paran a almorzar en una taberna, donde Ciri conoce a otro chico que también tienen preso: Kayleigh, miembro de Los Ratas, una banda de bandoleros.
Ciri ayuda a Kayleigh a escapar con la ayuda del resto de miembros de Los Ratas: el cabecilla Giselher, la elfa Chispa, Reef, Mistle y Asse.
Huyen del lugar y llegan a su campamento, donde la interrogan y pregunta quién, de dónde es y por qué la quería el prefecto. Ciri no respondió y se dieron cuenta de que no tiene nada ni a nadie. De que es como una vez fueron ellos. De que es una hija del Tiempo del Odio. Y la nombran miembro de la banda y Chispa le concede el nombre de Falka al darse cuenta de que Ciri sabe hablar la Antigua Lengua.